# Тек Мьюзик Скул
Тек мьюзик скул — школа исполнительского мастерства, расположенная в Илинге, западный Лондон. Школа выпускает квалифицированных музыкантов для музыкальной индустрии по специальностям барабанщик, вокалист, гитарист, бас-гитарист, клавишник, а также имеет курсы «написание песен», «продюсирование музыки». Школа известна знаменитыми выпускниками, среди которых Фил Селуэй и Эд О’Брайен из Radiohead.

## История
Основана в 1983 году учителем игры на барабане Фрэнсисом Сирио (англ. Francis Seriau) и изначально была обычной школой современной музыки, затем разрослась и превратилась в комплексный разносторонний музыкальный колледж, в котором музыканты обретают исполнительское мастерство и становятся профессиональными исполнителями.
В школе учится значительное количество студентов из Европы, Азии, Африки и США.
Курс барабанщиков фигурировал в 2007 году в документальном сериале производства BBC «Сыграй снова» (эпизод 3), где знаменитый Алед Джонс учился игре на барабанах у учителя Эрика Стамса (англ. Erik Stams).

Опрос студентов школы с целью определить лучшие гитарные риффы всех времён привлёк огромный интерес со стороны средств массовой информации в 2008 году.
Это событие было показано в программе Би-Би-Си «Новости за завтраком» в среду 2 апреля 2008 года.

## Формы обучения
- Степень бакалавра музыки
- Двухгодичный диплом о высшем образовании, сертификат
- Одногодичный диплом,
- Трёхмесячные курсы,
- Краткосрочные курсы (парт-тайм), и
- частные уроки, преподаваемые факультетом учителей, профессионально работающих в индустрии.

## Курсы
Школа обладает большим количеством стипендий высокого профиля от различных журналов и других партнёров, включая стпендии фондa «Звук музыки»[уточнить], которыми награждены только 7 колледжей в Соединенном королевстве и чьими покровителями являются сэр Джордж Мартин, сэр Пол Маккартни, Йоко Оно, сэр Саймон Раттл, сэр Клифф Ричард, Дайана Росс, Мстислав Ростропович и Тина Тёрнер.

## Патроны
- Nick Beggs
- Sam Brown
- Rob Burns
- Billy Cobham
- Jason Cooper
- Gary Husband
- John Jorgenson
- Andy Newmark
- Billy Ocean
- Ralph Salmins
- Rick Wakeman
- Gregg Wright

## Выпускники
- Mick Avory — The Kinks
- Richard Beasley — Gary Numan
- Olly Betts[1] — The Duke Spirit, Bloc Party
- Jon Brookes — Charlatans
- Julien Brown — A1, Will Young, Kylie Minogue, Romeo, Heather Small, Lynden David Hall, Mica Paris, Kano, Mariah Carey
- Me'sha Bryan — Bryan Ferry
- Luke Bullen — KT Tunstall, Joe Strummer
- Rob Cieka — Boo Radleys
- Laurence Colbert — Supergrass, Ride, The Jesus and Mary Chain
- Jason Cooper — The Cure
- Nathan "Tugg" Curran — Basement Jaxx, Reef
- Mark Decloedt — EMF
- Aaron ‘Breakbeat’ Fagan — Estelle, David Sneddon, Kanye West, Brandy, *Marlon Saunders, Will Smith, John Legend, Nate James
- Graham Godfrey — Gabrielle, Soweto Kinch
- Brian Greene — George Benson, Cliff Richard
- Dominic Greensmith — Reef, Kubb
- Victoria Hart
- Mark Heaney — The Seahorses
- Ged Lynch — Black Grape, Peter Gabriel, Electronic, Public Enemy
- Tom Meadows — Lucie Silvas, Girls Aloud
- Ed O'Brien — Radiohead
- Andie Rathbone — Mansun
- Mark Roberts — Massive Attack, Neneh Cherry, D:Ream
- Phil Selway — Radiohead
- Ashley Soan — Faithless, Squeeze, Del Amitri, Hear'Say, Lewis Taylor
- Sebastian Steinberg — Lily Allen
- Amy Studt
- Justin Welch — Elastica
- Pick Withers — Dire Straits